# 張定志
張定志（？—？），字君静，號石叟，南直隶常州府宜兴县民籍。明朝政治人物。

## 生平
萬曆四十三年（1615年）乙卯科应天府鄉試舉人，二年（1622年）壬戌科進士。户部观政，三年四月授桐乡县知县，调繁仁和县，七年本省同考。行取考选，升礼部儀制司主事，崇祯二年升精膳司员外，升祠祭司郎中，三年官至河南提学右参议兼佥事。七年升浙江副使，八年升山东佥事，十年拾遗。补四川佥事，十二年升湖广下江防道参议。

## 家族
曾祖张珮，寿官。祖张光，庠生。父张应坤，封文林郎。從兄张邦纪，万历二十六年戊戌科进士。张邦经，官中书舍人。张邦纮，武进士。